# Moosbecherlinge
Die Moosbecherlinge (Octospora) sind eine Gattung der Echten Schlauchpilze aus der Familie der Feuerkissenverwandten (Pyronemataceae).

## Merkmale
Die Moosbecherlinge findet man meist in unmittelbarer Nähe zu oder direkt auf Moosen, mit denen sie vergesellschaftet sind. Ihre Apothecien sind becher- oder kelchförmig mit einer typischen Hyphenstruktur an den Rändern: Das Excipulum ist meist aus verschlungenen Hyphen aufgebaut, die gegen den Rand parallel werden. Manche Arten sind lebhaft gefärbt. Die teilweise zu den Moosbecherlingen gezählten Arten der Gattung Neottiella haben dickwandige, farblose Haare, Octospora s. str. dagegen nicht. Die Asci sind meist achtsporig. Die Ascosporen können glatt oder warzig sein.

## Ökologie
Die Moosbecherlinge leben bryophil, d. h., sie leben mit Moosen vergesellschaftet. Sehr oft sind sie artspezifisch, wie zum Beispiel der Gemeine Moosbecherling auf Polytrichum piliferum. Bei vielen von ihnen ist ein Parasitismus nachgewiesen. Die nicht moosbewohnenden Arten wurden von Octospora abgespalten und als neue Gattungen beschrieben (Kotlabaea), aber auch in jüngster Zeit wurden nicht moosgebundene Arten identifiziert, die zu Octospora gehören. Perry u. a. (2007) schließen aus ihrer Studie, dass die Moosvergesellschaftung im Laufe der Evolution entweder einmal entstanden und dann zweimal wieder aufgegeben wurde, oder aber zweimal unabhängig entstanden und einmal wieder aufgegeben wurde.
Die Arten der Gattung Octospora sind sehr wirtsspezifisch, die Kenntnis des befallenen Mooses ist wichtig für die korrekte Bestimmung der Arten.

## Systematik
Obwohl die Gattung der Moosbecherlinge (Octospora) schon sehr früh beschrieben wurde, nämlich 1789 von Johannes Hedwig, ist sie nach wie vor nicht klar umgrenzt. So gibt es eine Vielzahl an Synonymen und Versuchen, sie in mehrere Gattungen aufzuspalten. Nach neueren phylogenetischen Untersuchungen gehört Octospora zusammen mit den eng verwandten ebenfalls bryophilen Gattungen Neottiella und Lamprospora in die Klade 4 innerhalb der Pyronemataceae. Die Klade umfasst alle moosparasitierenden Gattungen der Familie. Neottiella und Lamprospora werden von einigen Autoren zu Octospora gestellt, aber zumindest Lamprospora ist eindeutig unterschiedlich. Octospora und auch Neottiella sind nicht monophyletisch, was die Neuaufteilung in zwei Gruppen in nächster Zukunft wahrscheinlich macht. Die eine Unterklade hat glatte Sporen, während die zweite Lamprospora nahestehende Unterklade ornamentierte Sporen besitzt.

## Arten
Die genaue Anzahl der Arten ist unbekannt, da die Gattungsumgrenzung gegenwärtig im Fluss ist. Index fungorum listet 130 gültige Namen, aber viele Arten sind ein nomen dubium. Yao und Spooner (1996) geben 12 Arten für Großbritannien an (inklusive Neottiella-Arten). Die Mykologische Datenbank für Pilze Österreichs listet folgende Arten:

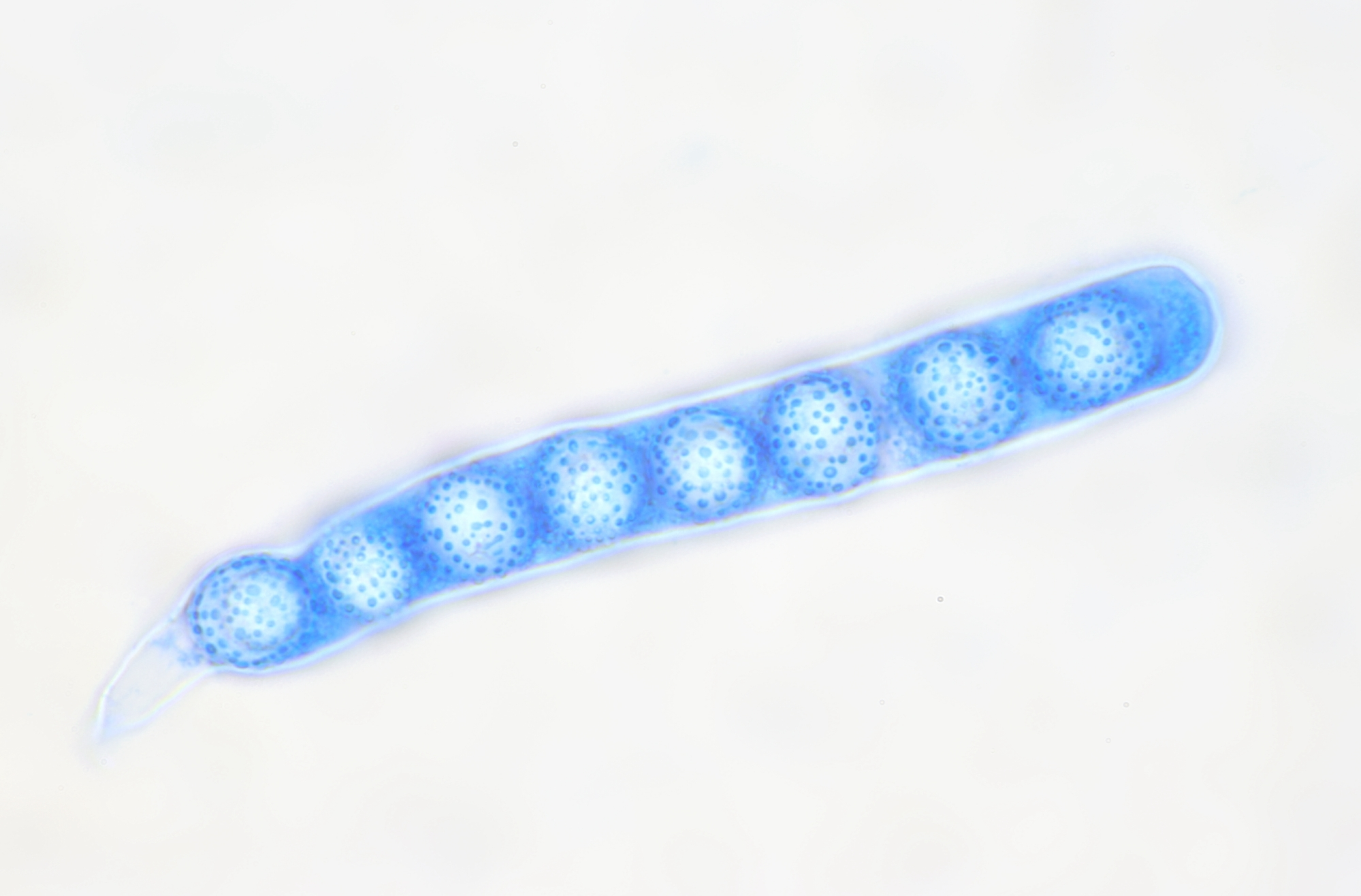
Octospora affinis, Schlauch, gefärbt mit Baumwollblau

- Goldhaarmoos-Moosbecherling, Baumrinden-M. (Octospora affinis)[8]
- Alpiner Moosbecherling (Octospora alpestris = Leucoscypha alpestris)
- Spinnwebiger Moosbecherling (Octospora araneosa)
- Scharlachroter Moosbecherling (Octospora coccinea)
- Gewölbter Moosbecherling (Octospora convexula)
- Crossland's Moosbecherling (Octospora crosslandii)
- Gemeiner Moosbecherling (Octospora humosa)
- Weißrandiger Moosbecherling (Octospora leucoloma)
- Böhmischer Moosbecherling (Octospora libussae)
- Langsporiger Moosbecherling (Octospora longispora)
- Honiggelber Moosbecherling (Octospora melina)
- Moravec's Moosbecherling (Octospora moravecii)
- Dicksporiger Moosbecherling (Octospora phagospora)
- Roxheimi's Moosbecherling (Octospora roxheimii)
- Rötender Moosbecherling (Octospora rubens)
- Plumper Moosbecherling (Octospora rustica)